# Понте Калкара (Перуђа)
Понте Калкара је насеље у Италији у округу Перуђа, региону Умбрија.
Према процени из 2011. у насељу је живело 129 становника. Насеље се налази на надморској висини од 566 м.